# غل عالي
غل‌ عالي هي قرية في مقاطعة ماكو، إيران. يقدر عدد سكانها بـ 244 نسمة بحسب إحصاء 2016.